# Neuensorg (Marktleugast)
Neuensorg ist ein Gemeindeteil des Marktes Marktleugast im Landkreis Kulmbach (Oberfranken, Bayern). Die Gemarkung Neuensorg hat eine Fläche von 4,537 km². Sie ist in 523 Flurstücke aufgeteilt, die eine durchschnittliche Flurstücksfläche von 8675,58 m² haben. In ihr liegen neben dem namensgebenden Ort die Gemeindeteile Großrehmühle, Hinterrehberg, Kleinrehmühle, Mittelrehberg und Vorderrehberg.

## Lage
Das Dorf liegt auf einem Höhenzug des Frankenwaldes. Die Staatsstraße 2158 führt nach Marktleugast zur Bundesstraße 289 (1,8 km südlich) bzw. nach Großrehmühle (1,5 km nördlich). Die Kreisstraße KU 13 führt nach Traindorf (2 km südwestlich) bzw. nach Hohenberg (2,4 km nordöstlich). Eine Gemeindeverbindungsstraße führt nach Vorderrehberg (0,3 km nordwestlich). Eine Anliegerstraße führt nach Ösel (0,6 km südlich). Durch den Ort verläuft der Fränkische Marienweg.

## Geschichte
Der Ort wurde 1384 erstmals urkundlich erwähnt. Der Einzelhof hieß damals „Göschwitz“ und gelangte laut Urkunde vom Kloster Langheim an das Hochstift Bamberg. Infolge des Dreißigjährigen Krieges verödete der gesamte Ort. Danach beim Wiederaufbau erhob auch das markgräfliche Amt Plassenburg Ansprüche.
Gegen Ende des 18. Jahrhunderts bestand Neuensorg aus 24 Anwesen. Das Hochgericht übte das bambergische Centamt Marktschorgast aus. Die Dorf- und Gemeindeherrschaft hatte das Vogteiamt Marktschorgast. Grundherren waren
- das bambergische Kastenamt Stadtsteinach: 1 Halbhof, 1 Gut, 1 Tropfgütlein, 11 Tropfhäuser, 3 halbe Tropfhäuser, 1 Wirtshaus;
- das Burggericht Guttenberg: 1 Söldengut;
- die Gemeinde: 5 Tropfhäuser.[7]

1810 kam Neuensorg zum Königreich Bayern. Mit dem Gemeindeedikt wurde der Ort dem 1811 gebildeten Steuerdistrikt Marktleugast und der im gleichen Jahr gebildeten Ruralgemeinde Marktleugast zugewiesen. Am 28. Januar 1845 wurde die Gemeinde Neuensorg gebildet, zu der Großrehmühle, Hinterrehberg, Kleinrehmühle und Vorderrehberg gehörten. Sie war in Verwaltung und Gerichtsbarkeit dem Landgericht Stadtsteinach zugeordnet und in der Finanzverwaltung dem Rentamt Stadtsteinach (1919 in Finanzamt Stadtsteinach umbenannt). Ab 1862 gehörte Neuensorg zum Bezirksamt Stadtsteinach (1939 in Landkreis Stadtsteinach umbenannt). Die Gerichtsbarkeit blieb beim Landgericht Stadtsteinach (1879 in Amtsgericht Stadtsteinach umgewandelt). Die Gemeinde hatte 1964 eine Gebietsfläche von 4,533 km². Am 1. Januar 1978 wurde die Gemeinde Neuensorg in Marktleugast eingegliedert.

### Baudenkmäler
- Einjochige Bruchsteinbogenbrücke über den Rehbach

ehemalige Baudenkmäler
- Haus Nr. 11: Eingeschossiges, verputzt massives Wohnstallhaus mit Halbwalmdach und Gauben; Wohnungs- und Stalltür mit profilierter Sandsteinrahmung, erstere doppelligiert bezeichnet „JW / 1820“.[12]
- Haus Nr. 12: Ehemaliges Gasthaus Zum Schwarzen Adler. Stattliches, zweigeschossiges Gebäude, wohl der ersten Hälfte des 18. Jahrhunderts, drei zu sechs Obergeschossachsen mit hohem Walmdach und traufhohem einachsigen Anbau an der westlichen Stirnseite (der ursprünglich eine Hauskapelle enthielt). Gliederung in Sandstein; gekehltes Traufgesims, an den abgerundeten Gebäudeecken Lisenen, profilierte Fensterrahmungen (nur an den Schauseiten, im Westen und Süden).[12]

### Einwohnerentwicklung
Gemeinde Neuensorg
| Jahr      | 1852   | 1855   | 1861   | 1867   | 1871   | 1875   | 1880   | 1885   | 1890   | 1895   | 1900   | 1905   | 1910   | 1919   | 1925   | 1933   | 1939   | 1946   | 1950   | 1952   | 1961  | 1970   |
| Einwohner | 461    | 465    | 485    | 569    | 489    | 505    | 487    | 475    | 463    | 433    | 442    | 446    | 414    | 412    | 439    | 439    | 419    | 509    | 479    | 459    | 411   | 415    |
| Häuser    |        |        |        |        | 54     |        |        | 55     | 57     |        | 60     |        |        |        | 68     |        |        |        | 70     |        | 79    |        |
| Quelle    | [ 14 ] | [ 14 ] | [ 15 ] | [ 16 ] | [ 17 ] | [ 18 ] | [ 19 ] | [ 20 ] | [ 21 ] | [ 14 ] | [ 22 ] | [ 14 ] | [ 23 ] | [ 14 ] | [ 24 ] | [ 14 ] | [ 14 ] | [ 14 ] | [ 25 ] | [ 14 ] | [ 9 ] | [ 26 ] |

Ort Neuensorg
| Jahr      | 001818 | 001819 | 001861 | 001871 | 001885 | 001900 | 001925 | 001950 | 001961 | 001970 | 001987 |
| Einwohner |        | 179    | 270    | 266    | 240    | 233    | 222    | 291    | 259    | 274    | 237    |
| Häuser    | 24     |        |        |        | 31     | 31     | 38     | 40     | 50     |        | 71     |
| Quelle    | [ 8 ]  | [ 27 ] | [ 15 ] | [ 17 ] | [ 20 ] | [ 22 ] | [ 24 ] | [ 25 ] | [ 9 ]  | [ 26 ] | [ 1 ]  |

## Religion
Neuensorg war bis zum Dreißigjährigen Krieg katholisch geprägt und gehörte zur Kirchengemeinde St. Bartholomäus und Martin (Marktleugast), einer Filiale von Mariä Heimsuchung in Marienweiher. Danach war der Ort lange Zeit gemischt konfessionell, im 19. Jahrhundert jedoch war Neuensorg wieder rein katholisch.